# Stephen Hawking
Stephen William Hawking (ur. 8 stycznia 1942 w Oksfordzie, zm. 14 marca 2018 w Cambridge) – brytyjski fizyk teoretyczny i matematyczny, profesor Uniwersytetu w Cambridge na katedrze Lucasa (1979–2009) oraz w Kalifornijskim Instytucie Technicznym w Pasadenie, związany też z Perimeter Institute for Theoretical Physics (Waterloo, Ontario). Członek Towarzystwa Królewskiego w Londynie (ang. Royal Society) i laureat szeregu nagród, porównywalnych z Nagrodą Nobla jak Nagroda Alberta Einsteina (1978), Złoty Medal Królewskiego Towarzystwa Astronomicznego (1985), Nagroda Wolfa w dziedzinie fizyki (1988), Medal Copleya (2006) i Nagroda Specjalna Fizyki Fundamentalnej (2012).
Specjalnościami Hawkinga były teoria względności i astrofizyka, w tym kosmologia. Badał Wielki Wybuch, czarne dziury, problem kwantowania grawitacji i jego związek z tymi zjawiskami. Za jego największe osiągnięcia uważa się:
- twierdzenie o osobliwościach – wspólnie z Rogerem Penrose’em udowodnił, że ogólna teoria względności (OTW) Einsteina zawiera osobliwości czasoprzestrzenne;
- przewidzenie, że czarne dziury powinny wysyłać promieniowanie, nazwane potem promieniowaniem Hawkinga[5][6][7] lub Bekensteina-Hawkinga; umożliwiło to obliczenie temperatury tych ciał i doprowadziło do paradoksu informacyjnego.

Hawking był też wpływowym popularyzatorem; za życia opublikował kilka książek tego typu. Pierwsza z nich – Krótka historia czasu – znajdowała się na liście bestsellerów „British Sunday Times” przez rekordowy czas 237 tygodni (ponad czterech lat). W swojej twórczości popularyzatorskiej i publicznych wystąpieniach zabierał też głos na tematy inne niż fizyka i astronomia, takie jak astrobiologia, futurologia, filozofia – w tym metafizyka i etyka – oraz polityka.
Hawkinga wyróżniały też inne członkostwa oraz odznaczenia:
- Royal Society for the encouragement of Arts, Manufactures & Commerce;
- Royal Society of Arts (członek honorowy);
- Papieska Akademia Nauk (dożywotnio)[9];
- Order Towarzyszy Honoru,
- Komandoria Orderu Imperium Brytyjskiego (CBE);
- Prezydencki Medal Wolności – najwyższe odznaczenie cywilne USA[10].

Jeszcze za życia Hawkinga powstały o nim biograficzne filmy dokumentalne i fabularne. Opowiadały nie tylko o jego badaniach, ale też zmaganiach z niepełnosprawnością – przez większość dorosłego życia był częściowo sparaliżowany i pozbawiony mowy.

## Życiorys

### Dzieciństwo i edukacja
Urodzony 8 stycznia 1942 roku. Był pierwszym dzieckiem biologa doktora Franka Hawkinga i jego żony Isobel. Specjalnością jego ojca była medycyna tropikalna. Kierował wydziałem parazytologii National Institute for Medical Research. Stephen miał dwie młodsze siostry: Philippę i Mary, oraz adoptowanego brata, Edwarda. Ponieważ w 1942 roku Londyn był wciąż zagrożony bombardowaniami, na czas ciąży cała rodzina przeniosła się do bezpieczniejszego Oksfordu. Jedna z rakiet V-2 uderzyła o kilka przecznic od ich domu w Highgate w północnym Londynie. Po narodzinach wrócili do Londynu. W 1950 rodzina przeniosła się do St Albans (w hrabstwie Hertfordshire), gdzie uczęszczał do St Albans High School for Girls w latach 1950–1953 (w tamtych czasach chłopcy mogli uczęszczać do szkół dla dziewcząt do 10. roku życia), później do St Albans School, gdzie był dobrym, choć niewyróżniającym się uczniem. Zapytany później o to, który nauczyciel zainspirował go do zostania naukowcem, wskazał nauczyciela matematyki Dikrana Tahtę. Do śmierci utrzymywał kontakt z dawną szkołą, jego imieniem nazwany jest jeden z budynków i ponadprogramowy cykl wykładów, z których jeden wygłosił osobiście. Udzielił także obszernego wywiadu dla szkolnego pisma „The Albanian”.

### Studia
Chciał studiować matematykę, jednak zgodnie z wolą ojca, który chciał, by syn studiował medycynę, wstąpił na Uniwersytet Oksfordzki, gdzie w tym czasie matematyka nie była wykładana jako oddzielny kierunek. Studiował więc nauki przyrodnicze, specjalizując się w fizyce. Interesował się wtedy głównie termodynamiką, teorią względności i mechaniką kwantową. Jego nauczyciel fizyki, Robert Berman, powiedział później: „Jedyne czego potrzebował to przekonanie, że można to zrobić i robił to, nie oglądając się, jak robią to inni. […] Nie miał zbyt wielu książek i nie robił notatek. W oczywisty sposób jego umysł różnił się od jemu współczesnych”. Dobra pamięć i zdolności analityczne pozwalały mu osiągać dobre wyniki bez wielkiego wysiłku. Jak później obliczył, pracował średnio godzinę dziennie. Po otrzymaniu licencjatu w 1962 pozostał na Oksfordzie, studiując astronomię. Zdecydował się odejść, kiedy okazało się, że bardziej interesuje go teoria niż obserwacja, a jedyna rzecz na jaką pozwalało oksfordzkie obserwatorium to obserwacja plam słonecznych. Przeniósł się do Trinity Hall w Cambridge, gdzie zaangażował się w astronomię teoretyczną i kosmologię. Z powodu choroby podczas swoich dwóch pierwszych lat na Cambridge był mniej aktywny, ale kiedy stan zdrowia się ustabilizował, z pomocą promotora Dennisa Williama Sciamy dającego mu angażujące wyobraźnię trudne projekty, wrócił do pracy nad doktoratem.
Po obronie pracy doktorskiej „Properties of the Expanding Universe” (Własności rozszerzających się wszechświatów, 1965) został pracownikiem naukowym, a później profesorem na Wydziale Matematyki Stosowanej oraz w Instytucie Astronomii Gonville and Caius College również w Cambridge.
W październiku 2017 roku Uniwersytet w Cambridge udostępnił pracę doktorską Hawkinga online.

### Choroba
W młodości jeździł konno i był aktywny fizycznie. Na Oksfordzie był w czwórce wioślarskiej, co – jak wspominał – było poważną ulgą w przytłaczającej nudzie, jaką były studia. Wkrótce po przeniesieniu się na Cambridge pojawiły się pierwsze symptomy choroby, stracił równowagę i spadł ze schodów, uderzając się w głowę. Zmartwiony ewentualnymi skutkami dla sprawności intelektualnej przeszedł test Mensy. Diagnoza wskazująca na stwardnienie zanikowe boczne (ALS) (choroba neurodegeneracyjna mogąca prowadzić do całkowitego paraliżu) pojawiła się, kiedy miał 21 lat. Było to tuż przed ślubem i lekarze mówili, że zostało mu 2 do 3 lat życia. Wspominał, że ta diagnoza pozbawiła go motywacji do zajęcia się doktoratem, zareagował depresją i piciem alkoholu, ale zawarcie w 1965 małżeństwa z Jane Wilde stało się punktem zwrotnym. Po rozpoznaniu ALS jego lekarzem, aż do swej śmierci, był jego ojciec.
Hawking stopniowo tracił władzę nad kończynami i głosem. Do końca życia był prawie kompletnie sparaliżowany. Od 1974 nie był w stanie samodzielnie wstać z łóżka. Mowa stała się tak niewyraźna, że zrozumieć mogli go tylko ludzie, którzy go dobrze znali. W 1985 podczas pobytu w CERN w Genewie zachorował na zapalenie płuc, która to choroba w jego warunkach zagrażała życiu, ponieważ zmniejszała jego i tak ograniczoną wydolność płuc i musiał przejść tracheotomię, w wyniku czego stracił mowę. W późniejszym okresie choroba sprawiła, że był prawie całkowicie sparaliżowany, poruszał się na wózku inwalidzkim, a ze światem zewnętrznym porozumiewał się przy pomocy syntezatora mowy, do którego wprowadzał wypowiedzi przez wirtualną klawiaturę. Bardzo długo używał nieprodukowanego już DECtalk DTC01 mającego amerykański akcent. Zapytany, dlaczego wciąż go używa, odparł, iż nie słyszał lepiej brzmiącego głosu i identyfikuje się z nim. Ponieważ urządzenie to jest już według współczesnych standardów przestarzałe, a ponadto duże i wrażliwe na uszkodzenia, musiał znaleźć zamiennik. W połowie 2009 używał NeoSpeech VoiceText. W publicznych wystąpieniach pojawiał się, mówiąc płynnie, ale w rzeczywistości był to żmudny i czasochłonny proces. Używał systemu autouzupełniania, wymagającego tylko pierwszych liter, ale ponieważ mógł używać tylko policzka do wprowadzania danych, skompletowanie całego zdania wymagało czasu. Jego wykłady i publiczne wypowiedzi były uprzednio przygotowane, ale rozmowa z nim ujawniała złożoność i trudność, jakiej wymaga porozumiewanie się. Podczas konferencji TED każda odpowiedź zabierała mu kilka minut.
W ostatnich latach życia porozumiewał się za pomocą mięśnia policzka, który był rozpoznawany przez czujnik podczerwieni zamocowany na oprawce okularów. Pomimo zaawansowanej niepełnosprawności Hawking był bardzo aktywny w fizyce, a także w życiu publicznym. Przebieg choroby u Hawkinga był nietypowy, cierpiał na wyjątkowo przewlekłą formę ALS. Przeżycie 10 lat jest ewenementem, a Hawking chorował ponad pięćdziesiąt lat. Twierdził, że mimo choroby był szczęśliwy. Jej powolny postęp umożliwił mu dokonanie znaczących odkryć i nie uniemożliwił mu posiadania, jak to mówi, „bardzo atrakcyjnej rodziny”. Kiedy zapytano jego żonę Jane, dlaczego zdecydowała się poślubić człowieka mającego przed sobą jedynie trzy lata życia, odparła – „były to czasy w cieniu broni atomowej, więc i tak wszyscy mieli raczej niewielką oczekiwaną długość życia”.

### Działalność publiczna

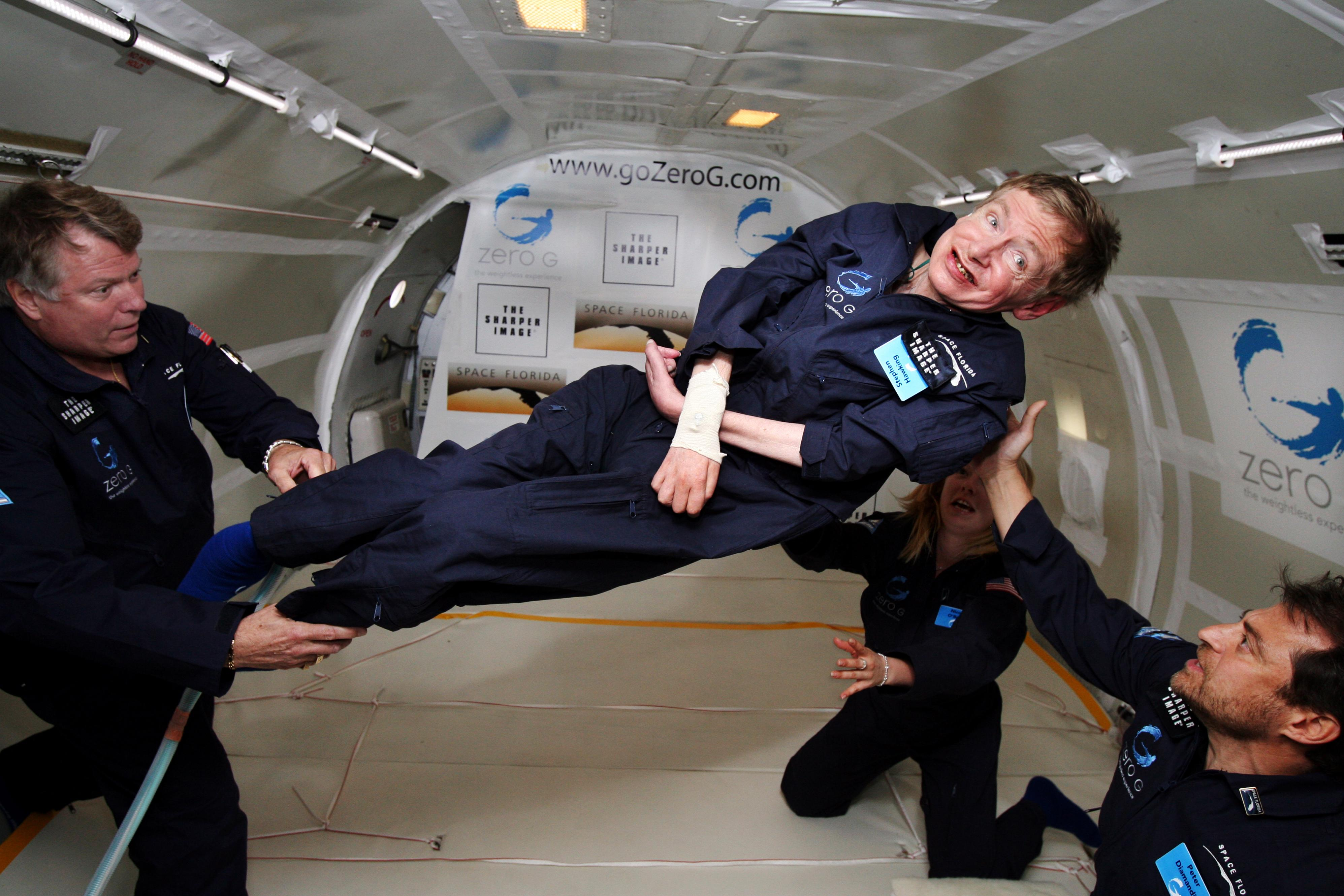
Hawking w stanie nieważkości, rok 2007

Hawking znany był z publicznych wystąpień i pojawił się jako postać lub osobiście w wielu widowiskach telewizyjnych. Grał siebie w specjalnym rocznicowym odcinku serialu Czerwony karzeł. Wystąpił gościnnie jako własny hologram w serialu telewizyjnym Star Trek: Następne pokolenie (w odcinku Descent, Part I). Pojawił się w skeczu w programie Late Night with Conan O’Brien, w programie Alien Planet Discovery Channel oraz serialu animowanym Family Guy. Użyczył swojego głosu w serialach animowanych Futurama, Simpsonowie i Dilbert oraz w utworach zespołu Pink Floyd – „Keep Talking” z albumu „The Division Bell” z 1994 i „Talkin’ Hawkin'” z albumu „The Endless River” z 2014; w coverze piosenki Michaela Jacksona „The Girl Is Mine”, wykonanym przez Richarda Cheese, w utworze norweskiego zespołu punk-rockowego Turbonegro „Intro: The Party Zone” z albumu Party Animals (2005) oraz w utworze niemieckiego zespołu Wolfsheim „Kein Zurück (Oliver Pinelli Mix)”. Jest fikcyjną tożsamością artysty MC Hawking z nurtu nerdcore hip hop. W 2008 pojawił się w serialu dokumentalnym Stephen Hawking, Master of the Universe produkcji Channel 4. Jest postacią w filmie Superhero. Wzorowana jest na nim postać Sebastiana z serialu Cień anioła. W serialu Wróżkowie chrzestni Hawking jest wspomniany jako były kolega z pokoju Denzela Crokera. Wystąpił jako on sam w sześciu odcinkach serialu komediowego The Big Bang Theory (Teoria wielkiego podrywu). Francuska piosenkarka i autorka tekstów Nolwenn Leroy zainspirowała się Hawkingiem do swojej piosenki „Stephen”, która pojawiła się na jej albumie „Gemme” z 2017 roku.
Znany był z poczucia humoru. Słynne jest jego powiedzenie „Kiedy słyszę o kocie Schrödingera, sięgam po pistolet”. Jest to ironiczna parafraza „Kiedy słyszę słowo kultura... Odbezpieczam mojego Browninga” ze sztuki Schlageter (akt 1, scena 1) niemieckiego dramaturga i nazistowskiego poety państwowego (Poet Laureate) Hannsa Johsta. Był autorem łatwych do zrozumienia metafor przybliżających skomplikowane kwestie. W październiku 2005 zapytany w brytyjskim talk-show „Richard & Judy”, dlaczego według niego pytanie o to, co było przed Wielkim Wybuchem, jest bez sensu, porównał to do pytania „co jest na północ od bieguna północnego?”. Podobnego porównania użył również w wykładzie openheimerowskim w Berkeley, w 2007.
Często zakładał się z innymi fizykami o wynik eksperymentu lub poprawność danej teorii. Najsłynniejszym przykładem był zakład między z jednej strony Hawkingiem i Kipem Thorne’em, a z drugiej Johnem Preskillem. Dotyczył tego, czy promieniowanie Hawkinga zawiera informacje pochodzące od materii, która przekroczyła horyzont zdarzeń, jak uważał Preskill, czy też informacja ta jest niezwiązana z tą materią. W 2004 Hawking ogłosił, iż uznaje swoją przegraną. John Preskill uważa zakład za wciąż nierozstrzygnięty. W 1974 roku Hawking założył się z wybitnym astrofizykiem Kipem Thorne’em, czy galaktyczne źródło promieniowania rentgenowskiego Cygnus X-1 zawiera czarną dziurę. Hawking zadeklarował, wbrew swojemu przekonaniu (licząc na pocieszenie w postaci wygranego zakładu, gdyby okazało się, że się myli), że nie, Thorne – że tak. Hawking (po potwierdzeniu swojej tezy) przegrał i Thorne otrzymał roczną prenumeratę erotycznego magazynu Penthouse’a. We wrześniu 2008 z okazji uruchomienia LHC ogłosił, iż stawia 100 dolarów na to, że bozon Higgsa, ostatnia brakująca cząstka modelu standardowego, nie zostanie odnaleziona. Jak powiedział, taki wynik byłby bardziej interesujący.
29 sierpnia 2012 wystąpił w ceremonii otwarcia XIV Letnich Igrzysk Paraolimpijskich w Londynie.

### Życie prywatne
Stephen Hawking był dwukrotnie żonaty:
- w 1965 roku ożenił się z Jane Wilde, która opiekowała się nim do 1991, kiedy to sąd orzekł separację; jej przyczynami miały być pragnienie sławy, różnice religijne i postępująca choroba. W 1995 roku po 30 latach małżeństwa doszło ostatecznie do rozwodu. W 1999 Jane opublikowała pamiętnik Music to Move the Stars opisujący związek ze Stephenem;
- w 1995 roku Hawking poślubił opiekującą się nim pielęgniarkę, Elaine Mason (poprzedni mąż Elaine, David Mason skonstruował pierwszy syntezator mowy dla Hawkinga). W październiku 2006 do sądu trafił wniosek rozwodowy Elaine i Stephena[31]. Rozwiedli się w 2007 roku, a od tego czasu Hawking mieszkał z gosposią[2].

Stephen Hawking z pierwszego małżeństwa miał troje dzieci: Roberta (1967), Lucy (1970) i Tima (1979). Miał też czworo wnucząt (George, Edward i Rose – dzieci Roberta, William – syn Lucy);
Zapytany o swój iloraz inteligencji odparł, iż nie ma pojęcia, a ludzie, którzy przywiązują do tego wagę, są zakompleksieni.
Hawking lubił czekoladowe trufle i crème brûlée.
Zmarł 14 marca 2018 w Cambridge. 31 marca 2018 w kościele uniwersyteckim St. Mary the Great w Cambridge odbyły się uroczystości pogrzebowe. Natomiast 15 czerwca urna z prochami Hawkinga została złożona w Opactwie Westminsterskim w Londynie obok grobów Izaaka Newtona i Karola Darwina.

## Dorobek naukowy

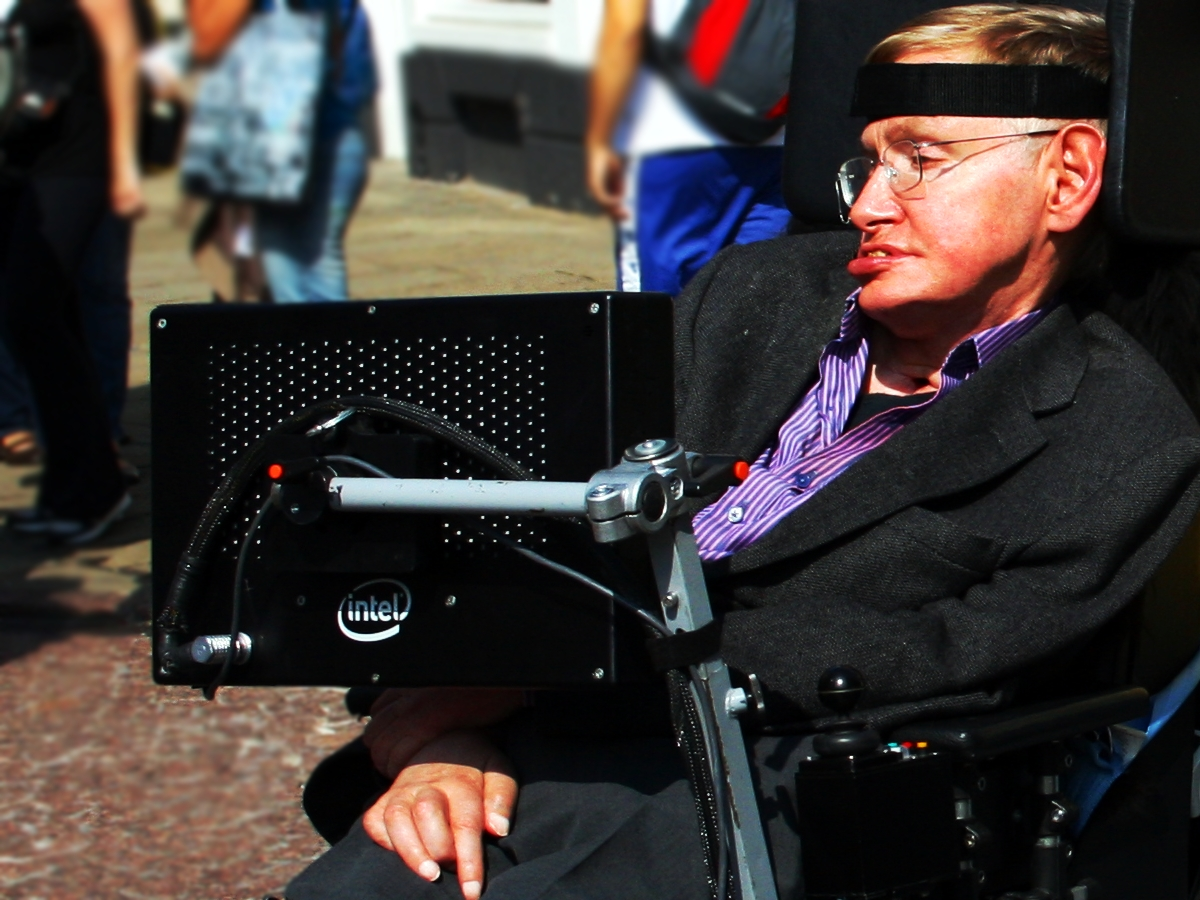
Stephen Hawking w Cambridge, sierpień 2008

Główne osiągnięcia Hawkinga dotyczą teoretycznej kosmologii oraz grawitacji kwantowej.

### Grawitacja klasyczna
W pierwszym „klasycznym” okresie kariery, w późnych latach 60. współpracował z Rogerem Penrose’em, Robertem Gerochem, Brandonem Carterem oraz George’em Ellisem. Podsumowanie badań z tego okresu znajduje się w technicznej książce Wielkoskalowa struktura czasoprzestrzeni (The Large Scale Structure of Spacetime). Dzięki zastosowaniu złożonych modeli matematycznych wyprowadzonych z ogólnej teorii względności dowiedli, że istnienie osobliwości (jakimi są np. czarne dziury) w czasoprzestrzeni jest normalnym zjawiskiem niewymagającym szczególnych warunków.
Razem z Brandonem Carterem, Wernerem Israelem i Davidem C. Robinsonem wyprowadził matematyczny dowód twierdzenia Johna Wheelera mówiącego, iż każda czarna dziura jest w pełni opisana przez trzy wielkości: masę, moment pędu i ładunek elektryczny.
Zasugerował także na podstawie analizy emisji promieniowania gamma, że wkrótce po Wielkim Wybuchu powstawały pierwotne miniaturowe czarne dziury. We współpracy z Jamesem M. Bardeenem i Carterem zaproponował cztery prawa mechaniki czarnych dziur analogiczne do znanych z termodynamiki.

### Grawitacja kwantowa
W następnym – „kwantowym” okresie współpracownikami Hawkinga byli przede wszystkim Gary Gibbons, Don Page i Jim Hartle. Później astrofizyk zajął się badaniem zunifikowanej teorii pola. W 1974 dowiódł, iż czarne dziury powinny wytwarzać i emitować cząsteczki subatomowe (tzw. promieniowanie Hawkinga) aż do wyczerpania energii i wyparowania w wyniku kreacji po obu stronach horyzontu zdarzeń par cząstka-antycząstka na koszt energii pola grawitacyjnego. Jak dotąd jest to jedynie niepotwierdzona obserwacjami hipoteza. W wyniku tego wycofał się z twierdzenia, że materia, która raz wleci do czarnej dziury, już z niej nie wróci.
We współpracy z Jimem Hartlem, używając wprowadzonego przez Richarda Feynmana pojęcia tzw. czasu urojonego, stworzył model czasoprzestrzeni pozbawionej krawędzi: „…jeżeli Wszechświat (…) nie ma żadnych granic ani brzegów, to nie ma też początku ani końca, po prostu istnieje” – napisał w Krótkiej historii czasu, zastanawiając się jednocześnie nad wątpliwą rolą Boga: „Gdzież jest wtedy miejsce dla Stwórcy?”. Zastąpił początkową osobliwość w modelu Wielkiego Wybuchu koncepcją analogiczną do bieguna północnego: nie można podróżować na północ od niego, więc nie stanowi krawędzi. Podczas kiedy początkowo propozycja czasoprzestrzeni pozbawionej krawędzi przewidywała zamknięty model Wszechświata, dyskusje z Neilem Turokiem doprowadziły do stwierdzenia, iż jest zgodna także z Wszechświatem, który nie jest zamknięty.
W lipcu 2004 zaprezentował nową teorię dotyczącą czarnych dziur, sprzeczną z żywionym długo przekonaniem, iż informacja przekraczająca horyzont zdarzeń już nie może powrócić do wszechświata, z którego pochodzi, co oznaczałoby, iż zgodnie z twierdzeniem Wheelera wszystkie czarne dziury są identyczne i mogą się różnić tylko trzema podstawowymi parametrami. Problem wynikający z tego twierdzenia to implikacja, iż czarna dziura emituje promieniowanie niezależnie od tego, co się do niej dostaje, więc jeśli w pełni określony stan kwantowy dostanie się za horyzont zdarzeń, wyemitowany zostanie stan mieszany. Jest to sprzeczne z regułami mechaniki kwantowej i znane jest jako paradoks informacyjny czarnych dziur.
W 2006 razem z Thomasem Hertogiem z CERN Hawking zaproponował teorię „top-down cosmology”, która mówi, iż Wszechświat nie miał jakiegoś określonego, wyjątkowego stanu początkowego, więc teoria, która miałaby wyprowadzić obecny stan Wszechświata z jakiegoś początku, nie jest potrzebna. Stan obecny niejako wybiera wersję przeszłości z superpozycji wielu możliwych historii. Stanowi to rozwiązanie problemu przyczyn obecnego ustawienia stałych fizycznych, jest bowiem nieuniknione, że znajdziemy obecne parametry stałych fizycznych, gdyż obecny Wszechświat wybiera te wersje historii, które do nich prowadzą. W ten sposób dostarcza antropicznego wyjaśnienia, dlaczego znajdujemy się we Wszechświecie, w którym istnieć może materia i życie, bez przywoływania teorii multiwersum.
Inne badania Hawkinga dotyczyły:

- kosmologii kwantowej,
- inflacji kosmologicznej,
- powstawania helu we wszechświatach anizotropowego Wielkiego Wybuchu,
- macierzy gęstości Wszechświata,
- topologii i struktury Wszechświata,
- „wszechświatów niemowlęcych”,
- macierzy S,
- splątania kwantowego i entropii,
- natury czasu i przestrzeni, włączając w to także strzałkę czasu,
- piany czasoprzestrzeni,
- teorii strun,
- supergrawitacji,
- euklidesowej grawitacji kwantowej,
- teorii grawitacji,
- fal grawitacyjnych,
- tuneli czasoprzestrzennych,
- funkcji falowej Wszechświata.

## Poglądy

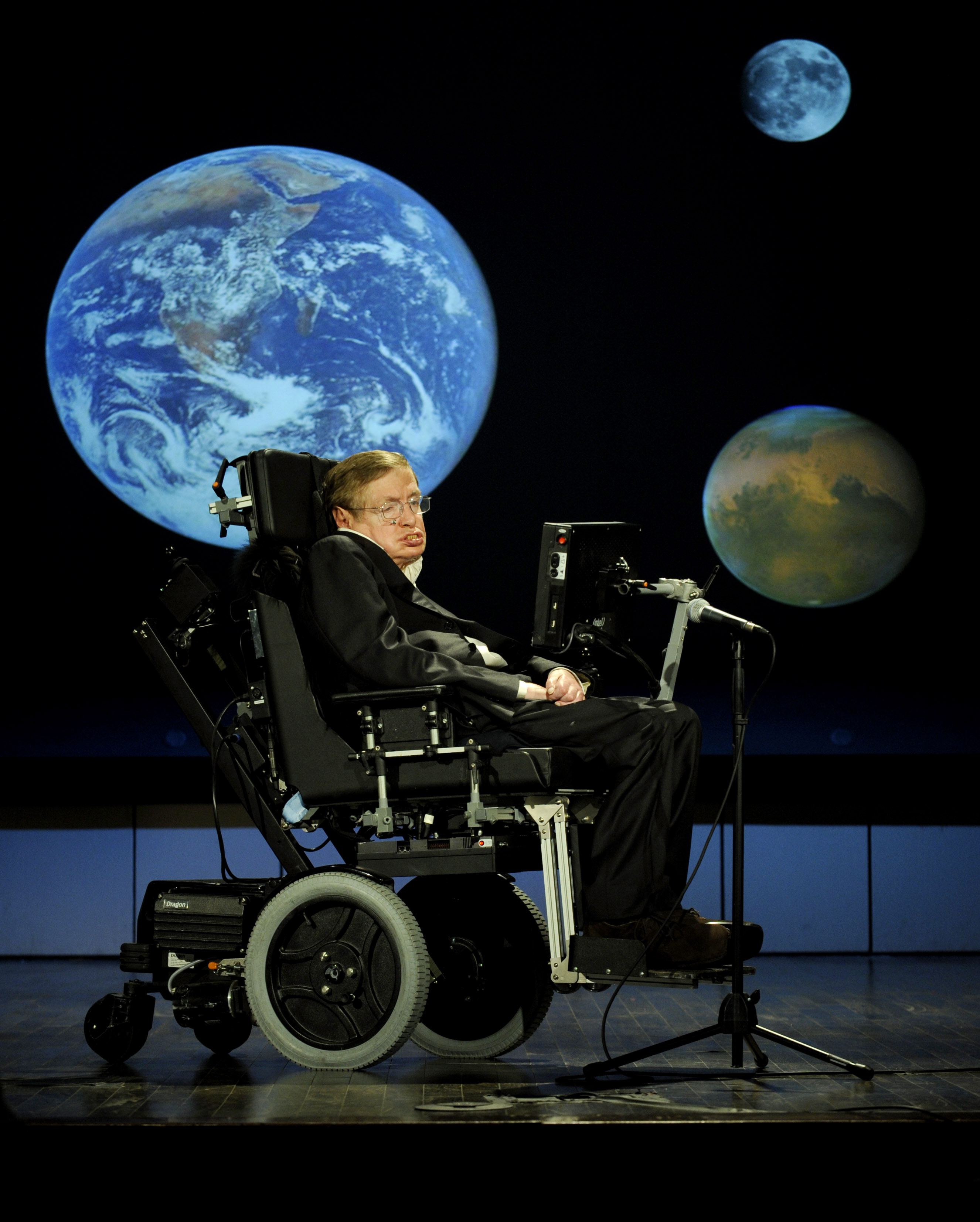
Stephen Hawking w trakcie wykładu zatytułowanego "Dlaczego powinniśmy latać w kosmos", który odbył się 21 kwietnia 2008 r. na Uniwersytecie Washingtona w Waszyngtonie.

### Loty kosmiczne
Świętując swoje 65. urodziny, 8 stycznia 2007 ogłosił plan odbycia lotu w stanie nieważkości, mający być przygotowaniem do suborbitalnego lotu kosmicznego pojazdem firmy Virgin Galactic. Lot kosztujący 100 000 funtów miał być fundowany przez jej właściciela, Richarda Bransona. 27 kwietnia 2007 specjalnie przebudowany Boeing 727, tzw. Vomit Comet, należący do Zero Gravity Corporation z Hawkingiem na pokładzie ośmiokrotnie wznosił się na wysokość około 8000 metrów, by następnie ostro zanurkować, dzięki czemu jego pasażerowie, łącznie przez około 4 minuty, doświadczali stanu nieważkości. Hawking w ten sposób stał się pierwszą sparaliżowaną osobą, która tego dokonała. Był to też pierwszy moment od czterdziestu lat, kiedy był w stanie poruszać się bez wózka. W 2009 roku astrofizyk przebywał w szpitalu, a planowany lot w przestrzeń kosmiczną nie odbył się.
Hawking, pytany, dlaczego chce lecieć w kosmos, w nieco futurystycznym tonie odpowiedział: „Wielu ludzi mnie o to pytało. Przyczyn jest wiele. Przede wszystkim jestem przekonany, że życie na Ziemi jest podejmowaniem wciąż rosnącego ryzyka zostania zmiecionym przez kataklizm w rodzaju nagłej wojny nuklearnej, genetycznie zmodyfikowanego wirusa lub inne niebezpieczeństwa. Jestem przekonany, że ludzkość nie ma przyszłości, jeśli nie uda się wyruszyć w przestrzeń kosmiczną. To dlatego chcę zwiększyć zainteresowanie eksploracją kosmosu”. W wywiadzie dla The Daily Telegraph wyraził przekonanie, iż przestrzeń kosmiczna jest na dłuższą metę jedyną nadzieją na przetrwanie. Podobny pogląd wyraził również w wywiadzie z Charliem Rose dla CNN w 2008. W wypowiedzi udzielonej dla portalu Big Think wyznał, że jest optymistą i sądzi, że jeśli przez najbliższe 200 lat uda nam się uniknąć zagłady, to dzięki eksploracji kosmosu ludzkość będzie bezpieczna.

### Życie pozaziemskie
W 2008 na wykładzie wygłoszonym w George Washington University w 50. rocznicę istnienia NASA zajął się istnieniem życia pozaziemskiego, przedstawiając pogląd o powszechnym występowaniu prymitywnych form życia w przeciwieństwie do istot inteligentnych, stanowiących rzadkość. Podkreślił znaczenie eksploracji przestrzeni kosmicznej. Był prawie pewien istnienia życia pozaziemskiego, jak mówi: „Na mój matematyczny rozum, same liczby sprawiają, że myślenie o istotach pozaziemskich jest całkowicie racjonalne. Prawdziwym wyzwaniem jest dowiedzieć się, jak te istoty mogą wyglądać”. Był przekonany, że życie może istnieć nie tylko na planetach i ich satelitach, ale również wewnątrz gwiazd lub w samej przestrzeni kosmicznej. Ostrzegał, że mogą istnieć również gatunki, z którymi kontakt może być dla ludzkości śmiertelnie niebezpieczny. „Jeśli kosmici złożą nam wizytę, rezultat będzie podobny do odkrycia Ameryki przez Kolumba, co nie skończyło się dobrze dla rdzennych Amerykanów”. W konsekwencji odradzał kontynuację prób nawiązania kontaktu z pozaziemskimi cywilizacjami, twierdząc, że raczej powinniśmy takiego kontaktu unikać.
Nie wykluczał możliwości podróży w czasie, w przyszłość, którą dają np. tunele czasoprzestrzenne lub właściwości podróży w prędkości bliskiej prędkości światła w próżni.

### Etyka i polityka
Był przeciwny zakazom dotyczącym badań nad komórkami macierzystymi. Uważał, iż zastosowanie ich może doprowadzić do przełomu w medycynie umożliwiającego leczenie m.in. chorób neurodegeneracyjnych, takich jak np. stwardnienie zanikowe boczne, na które cierpiał. Krytykował zarówno George’a W. Busha, jak i rządy krajów członkowskich Unii Europejskiej usiłujące wprowadzić istotne ograniczenia w tych badaniach.
W zasadzie unikał wypowiedzi na tematy polityczne, mimo to pojawił się jednak w programie Partii Pracy. Antykapitalista: „Nie powinniśmy bać się robotów, tylko kapitalizmu”. Wspierał niezależną organizację charytatywną SOS Children’s Villages UK.

### Metafizyka
Hawking był agnostykiem, a słowa „Bóg” używał jako wygodnej przenośni. Jego pierwsza żona podczas sprawy rozwodowej wyraziła przekonanie, iż był ateistą. Hawking podkreślał, że nie był religijny w tradycyjnym tego słowa znaczeniu, Boga rozumie jako ucieleśnienie praw natury i wierzy, że Wszechświat rządzony jest przez prawa natury, które może zostały określone przez Boga, ale nie są przez niego łamane, uznając religijną koncepcję osobowego Boga za niemożliwą. Widział fundamentalną różnicę pomiędzy opartą na autorytecie religią a nauką używającą doświadczenia i myślenia. Uważał, że w tym konflikcie dzięki skuteczności nauka zwycięży. W Krótkiej historii czasu (1988) napisał, że odkrycie kompletnej „teorii wszystkiego” wyjaśni przyczynę naszego istnienia, dzięki czemu „będzie to ostateczny tryumf ludzkiej inteligencji – poznamy wtedy bowiem myśli Boga”, ale w napisanej wspólnie z Leonardem Mlodinowem Jeszcze krótszej historii czasu (2005) stwierdził, że nowe odkrycia w fizyce pokazują, że stwórca „nie jest potrzebny”. Podczas wywiadu z Charlie Rosem w 2008 na pytanie o kwestie religijne odpowiedział, że prawa fizyki muszą obowiązywać bez wyjątku, bo inaczej nie byłyby prawami, co nie zostawia zbyt wiele miejsca na cuda lub Boga. W wydanej w 2010 The Grand Design (również wspólnie z Mlodinowem) pisze: „Ponieważ istnieją takie prawa jak grawitacja, Wszechświat – dlatego że może to zrobić – stworzy się sam z niczego. Spontaniczne stworzenie jest przyczyną, dla której istnieje raczej coś niż nic, wyjaśnia istnienie Wszechświata. Nie jest konieczne przywoływanie Boga, by zapalić lont i wprawić Wszechświat w ruch”.

## Nagrody i wyróżnienia
- 1974: Został jednym z najmłodszych członków Royal Society
- 1975: Medal Eddingtona (wspólnie z Rogerem Penrose’em)
- 1976: Medal Hughesa od Royal Society
- 1978: Nagroda Alberta Einsteina przyznawana przez IAS w Princeton;
- 1979: Medal Alberta Einsteina jako pierwszy od Albert Einstein Society
- 1981: Medal Franklina od Franklin Institute
- 1982: Został komandorem Orderu Imperium Brytyjskiego
- 1985: Złoty Medal Królewskiego Towarzystwa Astronomicznego
- 1988: Nagroda Wolfa z fizyki (wspólnie z Rogerem Penrose)
- 1989: Order of the Companions of Honour.
- 1989: Nagroda Księcia Asturii w Concord
- 1986: Został członkiem Papieskiej Akademii Nauk
- 1999: Nagroda Juliusa Lilienfelda przyznana przez Amerykańskie Towarzystwo Fizyczne[72]
- 2003: Nagroda Michelsona Morleya od Case Western Reserve University
- 2006: Medal Copleya od Royal Society[73]
- 2008: Nagroda Fonseki od University of Santiago de Compostela[74]
- 2009: Stephen Hawking został uhonorowany przez Baracka Obamę najwyższym cywilnym odznaczeniem państwowym Stanów Zjednoczonych – Medalem Wolności[75].
- 2012: Nagroda specjalna Nagrody Fizyki Fundamentalnej.

We wrześniu 2008 przewodniczył odsłonięciu zegara ‘Chronophage’ w Corpus Christi College Cambridge.
Hawking był członkiem zarządu „Bulletin of the Atomic Scientists”.
31 października 2008 roku brał udział w seminarium Papieskiej Akademii Nauk „Podejścia naukowe do ewolucji Wszechświata i życia”.
30 września 2009 Hawking zakończył trzydziestoletnią kadencję na stanowisku profesora katedry Lucasa, gdzie kontynuował pracę naukową jako dyrektor ds. badań na Wydziale Matematyki Stosowanej i Fizyki Teoretycznej (Department of Applied Mathematics and Theoretical Physics) Uniwersytetu w Cambridge.

## Upamiętnienie
17 kwietnia 2007 został otwarty budynek Stephen Hawking Building należący do Gonville and Caius College w Cambridge, używany jako akademik i budynek konferencyjny.
19 grudnia 2007 roku w Centrum Kosmologii Teoretycznej (Centre for Theoretical Cosmology) na Uniwersytecie w Cambridge został odsłonięty pomnik przedstawiający popiersie profesora Stephena Hawkinga. Projektantem był artysta Ian Walters.
W maju 2008 została odsłonięta statua Stephena Hawkinga w African Institute for Mathematical Sciences w Kapsztadzie.
The Stephen W. Hawking Science Museum w San Salvador (w Salwadorze) jest nazwane na cześć Hawkinga w uznaniu jego wkładu w rozwój nauki oraz wytrwałości w radzeniu sobie z przeciwnościami.
15 stycznia 2020 r. ukazał się artykuł opisujący nowy gatunek rośliny mięsożernej Genlisea hawkingii nazwanej na cześć Hawkinga.

## Publikacje
Baza Google Scholar znajduje setki prac autorstwa Hawkinga; w 2023 roku miały łącznie ponad 14 tys. cytowań i dawały mu wskaźnik Hirscha (h-indeks) przekraczający 130. Pełną listę dzieł podaje jego strona autorska: Prof. Stephen Hawking’s Publications List [dostęp 2023-03-14]. Poniższy spis podaje wyłącznie książki oraz ich polskie wydania.

### Książkinon-fiction
Monografia
1973: The Large Scale Structure of Spacetime, współautor: George Ellis,  ISBN 0-521-09906-4.
Własne książki popularnonaukowe
1. 1996: The Nature of Space and Time, współautor: Roger Penrose, przedmowa: Michael Atiyah, New Jersey: Princeton University Press, ISBN 0-691-05084-8.
1996: Natura czasu i przestrzeni, przekład: Piotr Amsterdamski, Zysk i S-ka, ISBN 83-7150-126-9.
2. Black Holes and Baby Universes and Other Essays;
1997: Czarne dziury i wszechświaty niemowlęce oraz inne eseje, przekład: Piotr Haski, Zysk i S-ka, ISBN 83-7150-256-7.
3. A Brief History of Time. From the Big Bang to Black Holes;
1990: Krótka historia czasu, przekład: Piotr Amsterdamski, Wydawnictwo "Alfa", ISBN 83-7001-373-2.
2000: Krótka historia czasu, przekład: Piotr Amsterdamski, Zysk i S-ka, ISBN 978-83-7506-149-9.
2005: Ilustrowana Krótka Historia Czasu, ISBN 83-7150-197-8.
2007: nowe wydanie.
4. 2001: Black Holes. The Reith Lectures, wyd. Penguin Random House, ISBN 978-0857503572;
2016: Czarne dziury, tłum. Jacek Bieroń, wyd. Zysk i S-ka, ISBN 978-83-65521-94-1.
5. The Theory of Everything: The Origin and Fate of the Universe;
2003: Teoria wszystkiego: powstanie i losy Wszechświata, przekład: Piotr Amsterdamski, Zysk i S-ka, ISBN 83-7298-429-8.
2004: Ilustrowana teoria wszystkiego, ISBN 83-7298-627-4.
2009: Teoria wszystkiego, czyli krótka historia Wszechświata, przekład: Michał Lipa, ISBN 978-83-246-2380-8.
6. The Universe In A Nutshell;
2004: Wszechświat w skorupce orzecha, przekład: Piotr Amsterdamski, Zysk i S-ka, seria Nebula, ISBN 83-7298-214-7.
7. A Briefer History of Time, współautor: Leonard Mlodinow;
2007: Jeszcze krótsza historia czasu, przekład: Jacek Bieroń, Zysk i S-ka, ISBN 978-83-7506-020-1.
8. The Grand Design, współautor: Leonard Mlodinow;
2011: Wielki Projekt, przekład: Jarosław Włodarczyk, Albatros, Andrzej Kuryłowicz, ISBN 978-83-7659-349-4.
9. 2018: Brief answers to the big questions, wyd. Bantam, ISBN 978-1984819192.
2018: Krótkie odpowiedzi na wielkie pytania, tłum. Marek Krośniak, Zysk i S-ka, ISBN 978-83-8116476-4.
10. 2020: Unlocking the Universe, współautorka: Lucy Hawking, wyd. Penguin, ISBN 978-0241415320.
2021: Przewodnik po Wszechświecie, tłum. Marek Krośniak, Zysk i S-ka, ISBN 978-83-8202070-0.

Fragmenty prac zbiorowych
1. 1997: The Large, the Small, and the Human Mind, współautorzy: Abner Shimony, Nancy Cartwright i Roger Penrose, Cambridge University Press, ISBN 0-521-56330-5 (twarda okładka), ISBN 0-521-65538-2 (miękka okładka), Canto edition: ISBN 0-521-78572-3.
1997: Makroświat, mikroświat i ludzki umysł, tłum. Piotr Amsterdamski, Warszawa: Prószyński i S-ka, ISBN 83-7180-694-9.
2. 2002: On The Shoulders of Giants. The Great Works of Physics and Astronomy, Running Press, ISBN 0-7624-1698-X – zbiór najważniejszych prac z historii astronomii i fizyki autorstwa Kopernika, Keplera, Galileusza i Newtona z biograficzną informacją autorstwa Hawkinga.
3. 2002: The Future of Spacetime, współautorzy: Timothy Ferris, Alan Lightman, Igor Nowikow, Kip Thorne.
4. 2005: God Created the Integers: The Mathematical Breakthroughs That Changed History, Running Press, ISBN 0-7624-1922-9.
5. 2011: The Dreams That Stuff Is Made Of: The Most Astounding Papers of Quantum Physics and How They Shook the Scientific World, Running Press Adult, ISBN 978-0762434343.

Autobiografia
2013: My Brief History, wyd. Bantam, ISBN 978-0345535283.
2014: Moja krótka historia, tłum. Agnieszka Sobolewska, Wydawnictwo W.A.B., ISBN 978-83-280-0884-7.

### Książki fabularne
Wraz ze swoją córką Lucy Hawking napisał powieści fantastycznonaukowe dla młodszego czytelnika, opisywane jako „Harry Potter, ale bez czarów”:
1. George’s Secret Key to the Universe;
2008: Jerzy i tajny klucz do Wszechświata, przekład: Piotr Amsterdamski, Nasza Księgarnia, ISBN 978-83-10-11403-7.
2. George’s Cosmic Treasure Hunt;
2009: Jerzy i poszukiwanie kosmicznego skarbu, przekład: Marek Krośniak, Nasza Księgarnia, ISBN 978-83-10-11668-0.
3. George and the Big Bang;
2012: Jerzy i Wielki Wybuch.
4. 2015: George and the Unbreakable Code, ISBN 978-1481466288;
5. 2017: George and the Blue Moon, ISBN 978-1481466318.

## Prace poświęcone Stephenowi Hawkingowi
1. 1994: John Gribbin, Michael White, Stephen Hawking. Życie i nauka, tłum. Barbara Kołodziejczyk, Danuta Śledziewska-Błocka, Wydawnictwa Naukowo-Techniczne, ISBN 83-204-1706-6.
2. 2002: Kitty Ferguson, Stephen Hawking. Poszukiwania teorii wszystkiego, tłum. Piotr Amsterdamski, Zysk i S-ka, ISBN 83-7298088-8.
3. 2013: Kitty Ferguson, Krótka historia Stephena Hawkinga, tłum. Mariusz Seweryński, Prószyński Media, ISBN 978-83-7839529-4.
4. 2014: Wojciech Grygiel, Stephena Hawkinga i Rogera Penrose’a spór o rzeczywistość, Kraków: Copernicus Center Press, ISBN 978-83-7886-106-5.
5. 2017: John Lennox, Bóg i Stephen Hawking. Czyj to w końcu projekt?, tłum. Grażyna Gomola, Aleksander Gomola, W drodze, ISBN 978-83-7906155-6.
6. 2020: Leonard Mlodinow, Stephen Hawking. Opowieść o przyjaźni i fizyce, tłum. Marek Krośniak, Zysk i S-ka, ISBN 978-83-8116-918-9.
7. 2022: Charles Seife, Hawking, Hawking. Geniusz i celebryta, tłum. Urszula Seweryńska, Mariusz Seweryński, Prószyński, ISBN 978-83-8295051-9.
8. 2023: Thomas Hertog, O pochodzeniu czasu. Ostateczna teoria Stephena Hawkinga, tłum. Tomasz Lanczewski, Zysk i S-ka, ISBN 978-83-8202850-8.

## Filmografia
- 1991: A Brief History of Time[81]
- 1997: Stephen Hawking’s Universe[82][83][84]
- 2004: Hawking[85]
- 2005: „Horizon” The Hawking Paradox[86]
- 2007: Masters of Science Fiction[87][88]
- 2008: Stephen Hawking: Master of the Universe[89][90]
- 2009: Beyond the Horizon[91]
- 2010: Into the Universe with Stephen Hawking[92]
- 2012: The Big Bang Theory
- 2013: Hawking[93]
- 2014: Teoria wszystkiego (The Theory of Everything)